# North American Soccer League 1976
La temporada 1976 de la North American Soccer League (NASL) fue la 9.ª edición realizada de la  primera división del fútbol en los Estados Unidos y Canadá. El campeón fue el Toronto Metros-Croatia que le ganó en la final del Soccer Bowl a los Minnesota Kicks por 3 a 0 y quedándose con su primera liga.

## Equipos participantes
| - Boston Minutemen - Chicago Sting - Dallas Tornado - Hartford Bicentennials - Los Angeles Aztecs - Miami Toros - Minnesota Kicks (Anteriormente como los Denver Dynamos) - New York Cosmos - Philadelphia Atoms - Portland Timbers | - Rochester Lancers - San Antonio Thunder - San Diego Jaws (Anteriormente como los Baltimore Comets) - San Jose Earthquakes - Seattle Sounders - St. Louis Stars - Tampa Bay Rowdies - Toronto Metros-Croatia - Vancouver Whitecaps - Washington Diplomats |

## Tabla de posiciones
Sistema de puntos: 6 puntos por una victoria, uno por una victoria en penales, ninguno por una derrota y 1 punto adicional a cualquier encuentro disputado que haya marcado hasta 3 goles en un partido.

### Conferencia del Atlántico

#### División del norte
| Pos. | Equipos                | PJ | G  | P  | GF | GC | Dif. | Pts. |
| ---- | ---------------------- | -- | -- | -- | -- | -- | ---- | ---- |
| 1    | Chicago Sting          | 24 | 15 | 9  | 52 | 32 | +20  | 132  |
| 2    | Toronto Metros-Croatia | 24 | 15 | 9  | 38 | 30 | +8   | 123  |
| 3    | Rochester Lancers      | 24 | 13 | 11 | 36 | 32 | +4   | 114  |
| 4    | Hartford Bicentennials | 24 | 12 | 12 | 37 | 56 | -19  | 107  |
| 5    | Boston Minutemen       | 24 | 7  | 17 | 35 | 64 | -29  | 72   |

     Clasifica a la fase final.

#### División del este
| Pos. | Equipos              | PJ | G  | P  | GF | GC | Dif. | Pts. |
| ---- | -------------------- | -- | -- | -- | -- | -- | ---- | ---- |
| 1    | Tampa Bay Rowdies    | 24 | 18 | 6  | 58 | 30 | +28  | 154  |
| 2    | New York Cosmos      | 24 | 16 | 8  | 65 | 34 | +31  | 148  |
| 3    | Washington Diplomats | 24 | 14 | 10 | 46 | 38 | +8   | 126  |
| 4    | Philadelphia Atoms   | 24 | 8  | 16 | 32 | 49 | -17  | 80   |
| 5    | Miami Toros          | 24 | 6  | 18 | 29 | 58 | -29  | 63   |

     Clasifica a la fase final.

### Conferencia del Pacífico

#### División del oeste
| Pos. | Equipos             | PJ | G  | P  | GF | GC | Dif. | Pts. |
| ---- | ------------------- | -- | -- | -- | -- | -- | ---- | ---- |
| 1    | Minnesota Kicks     | 24 | 15 | 9  | 54 | 33 | +21  | 138  |
| 2    | Seattle Sounders    | 24 | 14 | 10 | 40 | 31 | +9   | 123  |
| 3    | Vancouver Whitecaps | 24 | 14 | 10 | 38 | 30 | +8   | 120  |
| 4    | Portland Timbers    | 24 | 8  | 16 | 23 | 41 | -18  | 71   |
| 5    | St. Louis Stars     | 24 | 5  | 19 | 28 | 57 | -29  | 58   |

     Clasifica a la fase final.

#### División del sur
| Pos. | Equipos              | PJ | G  | P  | GF | GC | Dif. | Pts. |
| ---- | -------------------- | -- | -- | -- | -- | -- | ---- | ---- |
| 1    | San Jose Earthquakes | 24 | 14 | 10 | 47 | 30 | +17  | 123  |
| 2    | Dallas Tornado       | 24 | 13 | 11 | 44 | 45 | -1   | 117  |
| 3    | Los Angeles Aztecs   | 24 | 12 | 12 | 43 | 44 | -4   | 108  |
| 4    | San Antonio Thunder  | 24 | 12 | 12 | 38 | 32 | +6   | 107  |
| 5    | Miami Toros          | 24 | 9  | 15 | 29 | 47 | -18  | 82   |

     Clasifica a la fase final.

## Postemporada

### Primera ronda
| Fecha        |                        | Resultado |                      |
| ------------ | ---------------------- | --------- | -------------------- |
| 17 de agosto | New York Cosmos        | 2 - 0     | Washington Diplomats |
| 18 de agosto | Dallas Tornado         | 2 - 0     | Los Angeles Aztecs   |
| 18 de agosto | Seattle Sounders       | 1 - 0     | Vancouver Whitecaps  |
| 18 de agosto | Toronto Metros-Croatia | 2 - 1     | Rochester Lancers    |

### Semifinales de conferencia
| Fecha        |                        | Resultado          |                      |
| ------------ | ---------------------- | ------------------ | -------------------- |
| 20 de agosto | Toronto Metros-Croatia | 2 - 2 (3 - 1 pen.) | Chicago Sting        |
| 20 de agosto | New York Cosmos        | 1 - 3              | Tampa Bay Rowdies    |
| 20 de agosto | Dallas Tornado         | 0 - 2              | San Jose Earthquakes |
| 21 de agosto | Seattle Sounders       | 0 - 3              | Minnesota Kicks      |

### Finales de conferencia
| Fecha        |                        | Resultado |                   |
| ------------ | ---------------------- | --------- | ----------------- |
| 24 de agosto | Toronto Metros-Croatia | 2 - 0     | Tampa Bay Rowdies |
| 25 de agosto | San Jose Earthquakes   | 1 - 3     | Minnesota Kicks   |

### Soccer Bowl
| Fecha        |                        | Resultado |                 |
| ------------ | ---------------------- | --------- | --------------- |
| 28 de agosto | Toronto Metros-Croatia | 3 - 0     | Minnesota Kicks |

| Bandera de Canadá                        |
| Campeón Toronto Metros-Croatia 1º título |

## Goleadores
| Jugador           | Equipo            | Goles | Puntos |
| ----------------- | ----------------- | ----- | ------ |
| Giorgio Chinaglia | New York Cosmos   | 19    | 49     |
| Derek Smethurst   | Tampa Bay Rowdies | 20    | 45     |
| Pelé              | New York Cosmos   | 13    | 44     |

## Premios

### Reconocimientos individuales
- Jugador más valioso

 Pelé (New York Cosmos)
- Entrenador del año

 Eddie Firmani (Tampa Bay Rowdies)
- Novato del año

 Steve Pecher (Dallas Tornado)